# Inarwa (Siraha)
Inarwa (nep. इनर्वा) – gaun wikas samiti we wschodniej części Nepalu w strefie Sagarmatha w dystrykcie Siraha. Według nepalskiego spisu powszechnego z 2001 roku liczył on 1564 gospodarstw domowych i 9138 mieszkańców (4556 kobiet i 4582 mężczyzn).